# Incentive
Động lực (Incentive) là cái thúc đẩy một cá nhân thực hiện hành động. Nghiên cứu về cấu trúc động cơ là trung tâm nghiên cứu của tất cả các hoạt động kinh tế (cả về quyết định cá nhân và về sự hợp tác và cạnh tranh trong tổ chức rộng lớn hơn). Vì vậy, phân tích kinh tế về sự khác nhau giữa xã hội (và giữa các tổ chức trong một xã hội) bản chất là mô tả sự khác biệt trong cấu trúc incentive mà các cá nhân đối mặt giữa những nỗ lực tập thể đó. Incentive nhắm vào đem lại giá trị cho tiền bạc và đóng góp vào thành công của tổ chức.

## Phân loại incentive
Incentive có thể được phân loại theo những cách khác nhau. Một hệ thống phân chia phổ biến và hữu ích chia incentive thành bốn lớp chính:
| Lớp                 | Định nghĩa |
| ------------------- | --- |
| Incentive tiền bạc  | được cho là tồn tại khi một người có thể mong đợi một dạng phần thưởng vật chất – đặc biệt là tiền—để đổi lại cho việc hành động theo một cách nhất định. |
| Incentive đạo đức   | được cho là tồn tại khi một sự lựa chọn được công nhận rộng rãi là điều đúng đắn, hoặc là đặc biệt đáng ngưỡng mộ, hoặc khi không làm gì có thể bị lên án. Một con người hành động dưới incentive đạo đức có thể mong đợi một cảm giác tự trọng, và được công nhận hoặc thậm chí ngưỡng mộ từ cộng đồng; ngược lại, một người hành động ngược lại incentive đạo đức có thể mong đợi một cảm giác tội lỗi, bị lên án hoặc thậm chí sự khai trừ khỏi cộng đồng. |
| Incentive cưỡng chế | được là tồn tại khi mà một người nghĩ rằng không hành động theo một cách nhất định sẽ dẫn đến sự tấn công vũ lực đối với họ (hoặc thân nhân của họ) bởi những người khác trong cộng đồng – ví dụ, bằng cách gây đau đớn, phạt tù, tịch thu hoặc phá hủy tài sản. |
| Incentive tự nhiên  | ví dụ như sự tò mò, sự ngưỡng mộ, sợ hãi, tức giận, đau đớn, niềm vui, sự truy tầm sự thật, hoặc sự kiểm soát. |
| Động lực nội tại    | ví dụ như sự tò mò, sự ngưỡng mộ, sợ hãi, tức giận, đau đớn, niềm vui, sự truy tầm sự thật, hoặc sự kiểm soát. |

Một cách dùng phổ biến của từ incentive là đối lập với sự ép buộc, như khi các nhà đạo đức kinh tế so sánh  công việc do incentive việc như kinh doanh, làm công, hoặc làm tình nguyện được thúc đẩy bởi tiền công, đạo đức, hay mong muốn cá nhân – trái ngược với công việc bị ép buộc—như nô lệ hoặc nông nô, nơi con người phải làm việc do mối đe dọa vũ lực, đau đớn và/hoặc tước đoạt. Trong cách dùng này, loại "incentive cưỡng chế" không được tính là incentive. Tuy nhiên, cho mục đích của bài viết này, incentive được dùng với nghĩa rộng như được xác định ở trên.

## Kinh tế
Những nghiên cứu của kinh tế trong xã hội hiện đại chủ yếu liên quan đến incentive tiền bạc chứ không phải là incentive đạo đức hoặc cưỡng chế – không phải vì hai cái sau không quan trọng, mà vì incentive ưu đãi là dạng chính trong kinh doanh, trong khi incentive đạo đức và cưỡng chế đặc trưng cho các dạng quyết định được nghiên cứu bởi khoa học chính trị và xã hội học. Một ví dụ điển hình của các phân tích kinh tế của động cơ cấu trúc là biểu đồ nổi tiếng Walrasian của đường cong cung-cầu.